# アントニオ・ロボ・アントゥーネス
アントニオ・ロボ・アントゥーネス（António Lobo Antunes, 1942年9月1日 - ）は、ポルトガルの小説家、医師。リスボン生まれ。軍医として戦争に従軍した経験から、主にポルトガルの植民地戦争やカーネーション革命などを題材とした小説を発表している。
リスボン大学医学部卒業、1970年に召集され、1973年にアリカから帰国した。共産党に入党し、エスタド・ノヴォ政権によって投獄された。

## 受賞歴
- 2000年 オーストリア国家賞
- 2005年 エルサレム賞
- 2007年 カモンイス賞